# 三岔水库
三岔水库位于中国四川省简阳市，地处龙泉山脚下，是以灌溉为主，兼有供水、养殖、旅游等功能的大（二）型水库。
三岔水库是都江堰灌区东扩的重要节点。